# Comparador
|  | Per a altres significats, vegeu «Comparador (desambiguació)». |

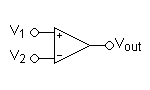
Representació esquemàtica d'un amplificador operacional funcionant com a comparador.

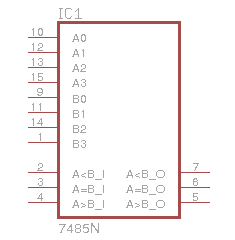
Figura 1. Circuit integrat 7485 comparador de 4 bits.

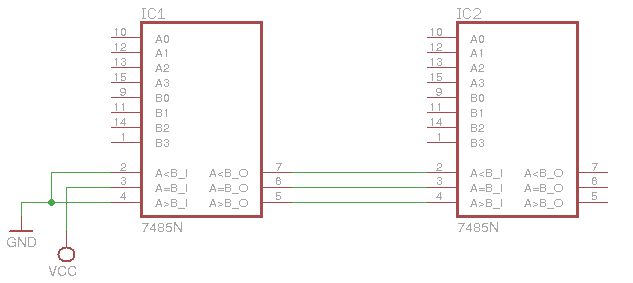
Figura 2. Comparador de 8 bits realitzat amb el circuit integrat

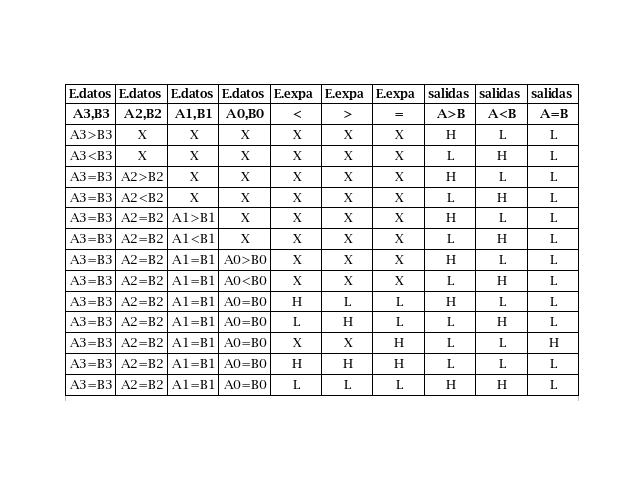
Figura 3. Taula de veritat d'un comparador de 4 bits.

Un comparador és un circuit electrònic, ja sigui analògic o digital, capaç de comparar dos senyals d'entrada i variar la sortida en funció de quin és més gran.

## Electrònica analògica
Els comparadors, són circuits no lineals que, serveixen per:
1. Comparar dos senyals (una de les quals generalment és una tensió de referència)
2. Determinar quin d'elles és major o menor.

En un circuit electrònic, es diu comparador a un amplificador operacional en llaç obert (sense realimentació entre la seva sortida i la seva entrada) i sol usar-se per comparar una tensió variable amb una altra tensió fixa que s'utilitza com a referència.
Com tot amplificador operacional, un comparador estarà alimentat per dues fonts de corrent continu ({\displaystyle +V_{\rm {cc}}}, {\displaystyle -V_{\rm {cc}}}). El comparador fa que, si la tensió d'entrada al born positiu (en el diagrama {\displaystyle V_{1}}) És més gran que la tensió connectada a el born negatiu (en el diagrama {\displaystyle V_{2}}), La sortida ({\displaystyle V_{\rm {out}}} en el dibuix) serà igual a {\displaystyle +V_{\rm {cc}}}. En cas contrari, la sortida tindrà una tensió {\displaystyle -V_{\rm {cc}}} . Ho podem resumir de la següent manera:{\displaystyle V_{1}>V_{2}\Rightarrow V_{1}-V_{2}>0\Rightarrow V_{\rm {out}}=+V_{\rm {cc}}}{\displaystyle V_{1}<V_{2}\Rightarrow V_{1}-V_{2}<0\Rightarrow V_{\rm {out}}=-V_{\rm {cc}}}sent {\displaystyle V_{2}} la tensió de referència.

### Funcionament de l comparador
Estudiem el següent circuit:
En aquest circuit, s'alimenta l'amplificador operacional amb dues tensions + Vcc = 15V i -Vcc = -15 V. Es connecta la patilla V + de l'amplificador a massa (terra) perquè serveixi com a tensió de referència, en aquest cas 0 V. a l'entrada V- de l'amplificador es connecta una font de tensió (Vi) variable en el temps, en aquest cas és una tensió sinusoidal.
Cal fer notar que la tensió de referència no té per què estar a l'entrada V +, també pot connectar-se a la patilla V, en aquest cas, es connectaria la tensió que volem comparar pel que fa a la tensió de referència, a l'entrada V + de l'amplificador operacional.
A la sortida (Vo) de l'amplificador operacional pot haver únicament dos nivells de tensió que són en aquest cas 15 o -15 V (considerant l'AO com a ideal, si fos real les tensions de sortida serien una mica menors).
- Quan la tensió sinusoidal Vi pren valors positius, l'amplificador operacional es satura a negatiu; això vol dir que com la tensió és més gran a l'entrada V- que a l'entrada V +, l'amplificador lliura a la seva sortida una tensió negativa de -15 V.[4]

## Electrònica digital: sistemes combinacionals
Reben aquesta denominació els sistemes combinacionals que indiquen si dues dades de N bits són iguals i en el cas que això no passi quin d'ells és més gran. Al mercat es troben, generalment, com circuits integrats per a dades de 4 o 8 bits i entrades que faciliten la connexió en cascada per treballar amb més bits.
A la figura 1, es pot observar l'esquema de 4 bits. Posseeix dos tipus d'entrades: les de comparació (A0. .. A3 i B0. .. B3) i les d'expansió (<, =, i>) per a la connexió en cascada. La funció que realitza el comparador anterior es pot observar a la taula de veritat que apareix a la figura 3. Es pot observar que les entrades d'expansió només afecten les sortides quan les dades en les entrades A i B són iguals.
En alguns casos cal fer comparacions entre entrades que tenen un nombre de bits més gran que el permès per l'integrat, en aquests casos es realitza la connexió de diversos integrats en cascada. A la figura 2 es mostra un comparador de 8 bits realitzat amb el circuit integrat 7485 de 4 bits.